# 1120 Cannonia
1120 Cannonia è un asteroide della fascia principale. Scoperto nel 1928, presenta un'orbita caratterizzata da un semiasse maggiore pari a 2,2165415 UA e da un'eccentricità di 0,1549326, inclinata di 4,04723° rispetto all'eclittica.
Il suo nome è in onore dell'astronoma statunitense Annie Jump Cannon.